# Monika Brancuská
Monika Brancuská (* 19. November 2004) ist eine tschechische Volleyballspielerin.

## Karriere
Brancuská begann ihre Karriere 2015 bei Sokol Pardubice. 2021 wechselte sie zu PVK Olymp Prag. Mit der tschechischen Nationalmannschaft erreichte die Diagonalangreiferin 2023 den vierten Platz in der Golden League und den achten Rang bei der Europameisterschaft. 2025 wurde Brancuská vom deutschen Bundesligisten VfB 91 Suhl verpflichtet.